# Centre Vidéotron
Le Centre Vidéotron est une salle omnisports située à Québec sur le site d'ExpoCité dans l'arrondissement de La Cité-Limoilou, tout juste à côté du Colisée de Québec.
Sa construction s'est déroulée de 2012 à 2015 ; il a été inauguré le 8 septembre 2015. Sa capacité est de 18 259 places assises pour le hockey sur glace et de 80 suites de luxe.
Il est le deuxième plus grand aréna au Québec et il est le domicile actuel des Remparts de Québec de la Ligue de hockey junior Maritimes Québec.

## Historique

### Avant 1995
Le projet d'un nouvel amphithéâtre pour remplacer le Colisée a été présent, déjà, dans les années 1970. En 1976, la Brasserie Carling-O'Keefe se porte acquéreurs des Nordiques qui évoluent dans l'Association mondiale de hockey. Des discussions débutent pour la construction d'un nouvel amphithéâtre qui aurait été construit pour le début des années 1980 et qui aurait porter le nom d'Omnisports. En 1977, un comité réunissant des membres du conseil municipal de Québec et des représentants des Nordiques discute de la possibilité d'agrandir le Colisée de Québec ou d'envisager la construction d'Un nouvel amphithéâtre.

### 1995-2015

#### Projet (1995-2011)

##### Motivation
La construction de ce nouveau complexe est motivée par le désir qu'une équipe de la Ligue nationale de hockey (LNH) s'installe à nouveau à Québec, à la suite du déménagement des Nordiques de Québec en 1995.
Depuis 1995 (à l'époque où les Nordiques ont disputé leur dernière saison dans la LNH) et durant les années précédentes, plusieurs tentatives de réaliser ce projet par des hommes d'affaires et promoteurs locaux ont échoué. En 2009, une énième tentative proposée par Mario Bédard du groupe J'ai ma place réussit : le maire de Québec Régis Labeaume accepte de prendre le projet sous son aile.

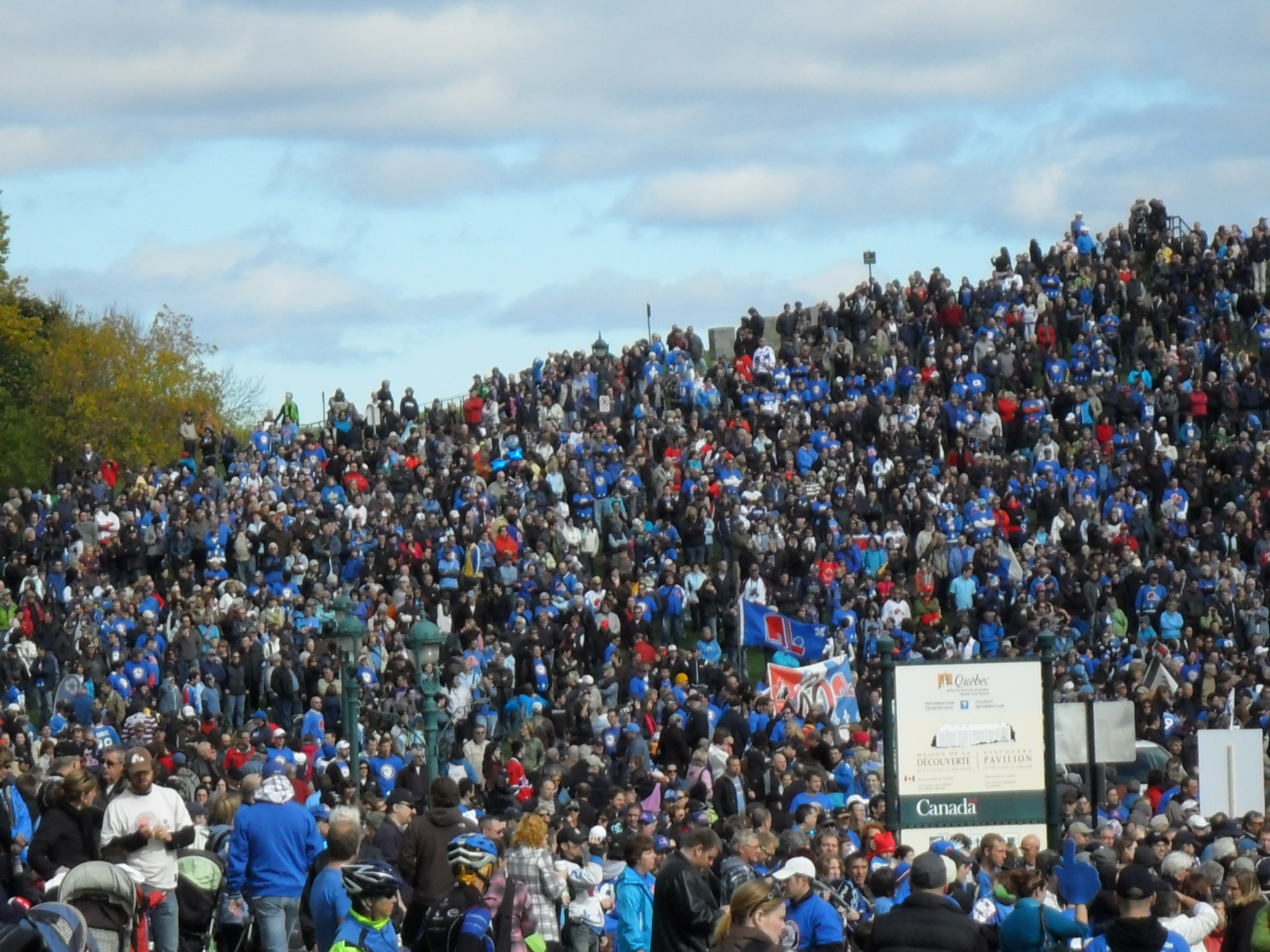
En octobre 2010, des dizaines de milliers de personnes se rassemblent sur les plaines d'Abraham pour demander la construction d'un nouvel amphithéâtre.

Le seul amphithéâtre majeur de la ville, le Colisée Pepsi, a été construit à l'origine en 1949 quoiqu'il ait été entièrement rénové en 1980 et subit une série de cures de rajeunissement depuis le départ des Nordiques de Québec, mais l'aréna demeurait toujours archaïque. Le débat public et les rumeurs concernant le retour des Nordiques n'ont jamais cessé. Il faudra cependant attendre 2008 pour que différentes initiatives privées s'organisent pour réclamer l'ajout d'un nouvel amphithéâtre. En effet, la construction d'un aréna correspondant aux normes de la Ligue nationale de hockey serait une des principales conditions pour que la ville puisse accueillir à nouveau une équipe. Finalement, le 16 octobre 2009, la Ville de Québec annonce officiellement le début du projet.
Afin d'appuyer le financement public du coûteux bâtiment de 400 millions de dollars, 50 000 à 60 000 personnes se mobilisent le 2 octobre 2010 sur les plaines d'Abraham pour envoyer un message clair aux gouvernements provinciaux et fédéraux sur leurs intentions de voir ériger un nouvel aréna.

##### L'investissement du gouvernement québécois et l'entente de gestion
Le 10 février 2011, le maire de Québec, Régis Labeaume, et le premier ministre du Québec, Jean Charest, préparent un plan financier. Le 1er mars 2011, Régis Labeaume annonce que l’amphithéâtre sera géré par l'entreprise Québecor Média. Le 2 septembre 2011, une entente en ce sens est signée pour une période de 25 ans. Lors du point de presse, le maire est accompagné du président et chef de la direction de Québecor, Pierre Karl Péladeau. Le 25 mars 2012, la Ville de Québec et le gestionnaire concluent l'entente finale.

#### Planification (2011-2012)

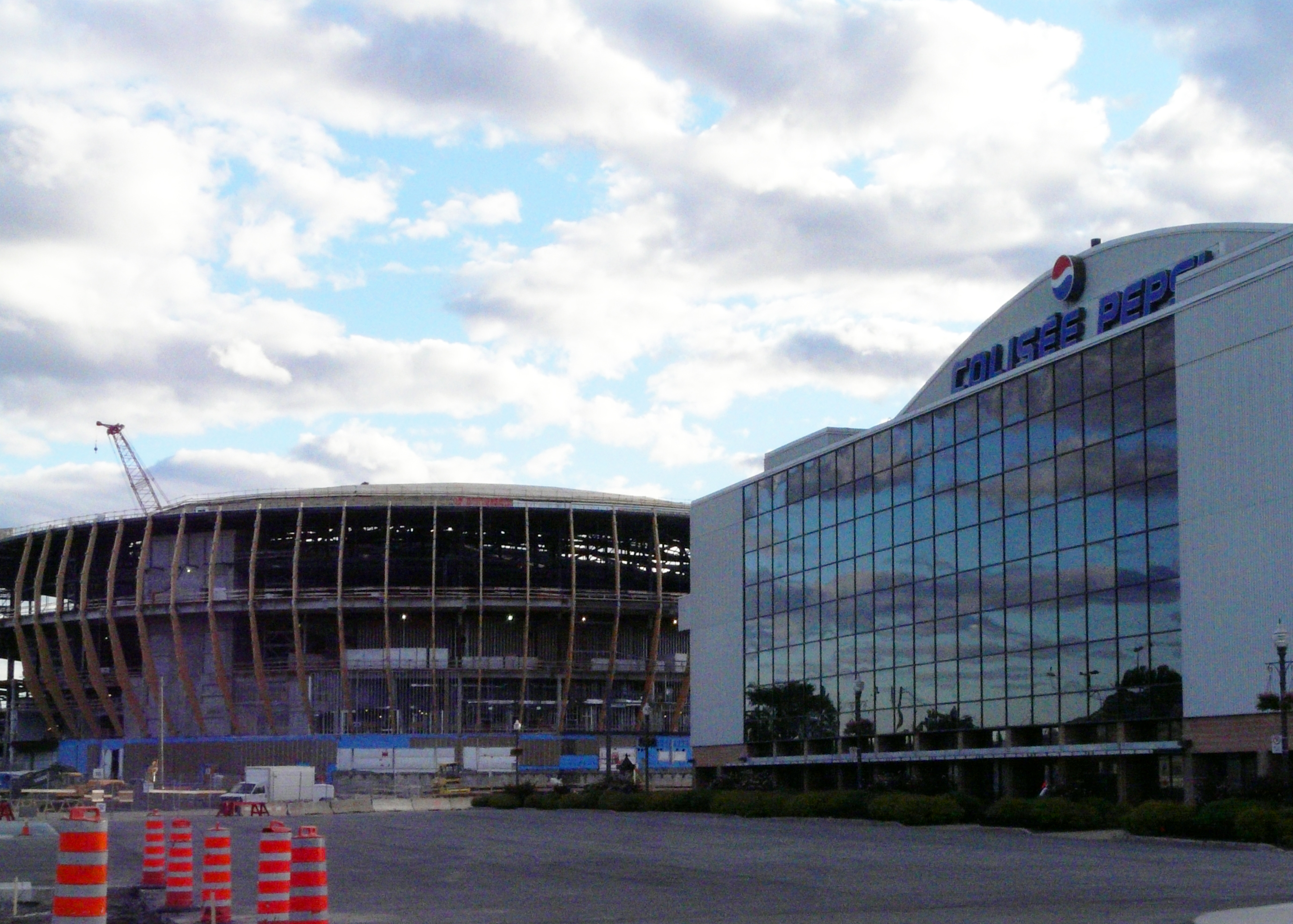
Le Centre Vidéotron en construction et le Colisée de Québec.

##### Emplacement
À partir de l'automne 2011, plusieurs études et plans sont réalisés pour préparer la construction de l'amphithéâtre. Les travaux sont alors planifiés sur trois ans, soit de septembre 2012 à septembre 2015. Le projet connaît une difficulté majeure : le terrain sur lequel doit être construit l'amphithéâtre (à l'angle du boulevard Wilfrid-Hamel et de l'autoroute Laurentienne) est sévèrement contaminé. Les coûts de décontamination risquent de faire dépasser le budget prévu. Claude Rousseau est nommé à titre de conseiller expert afin d'étudier des scénarios pour éviter les dépassements de coût. On choisit finalement de construire l'édifice sur le site de l'Hippodrome de Québec, à côté du Colisée.

##### Description de l'intérieur de l'amphithéâtre

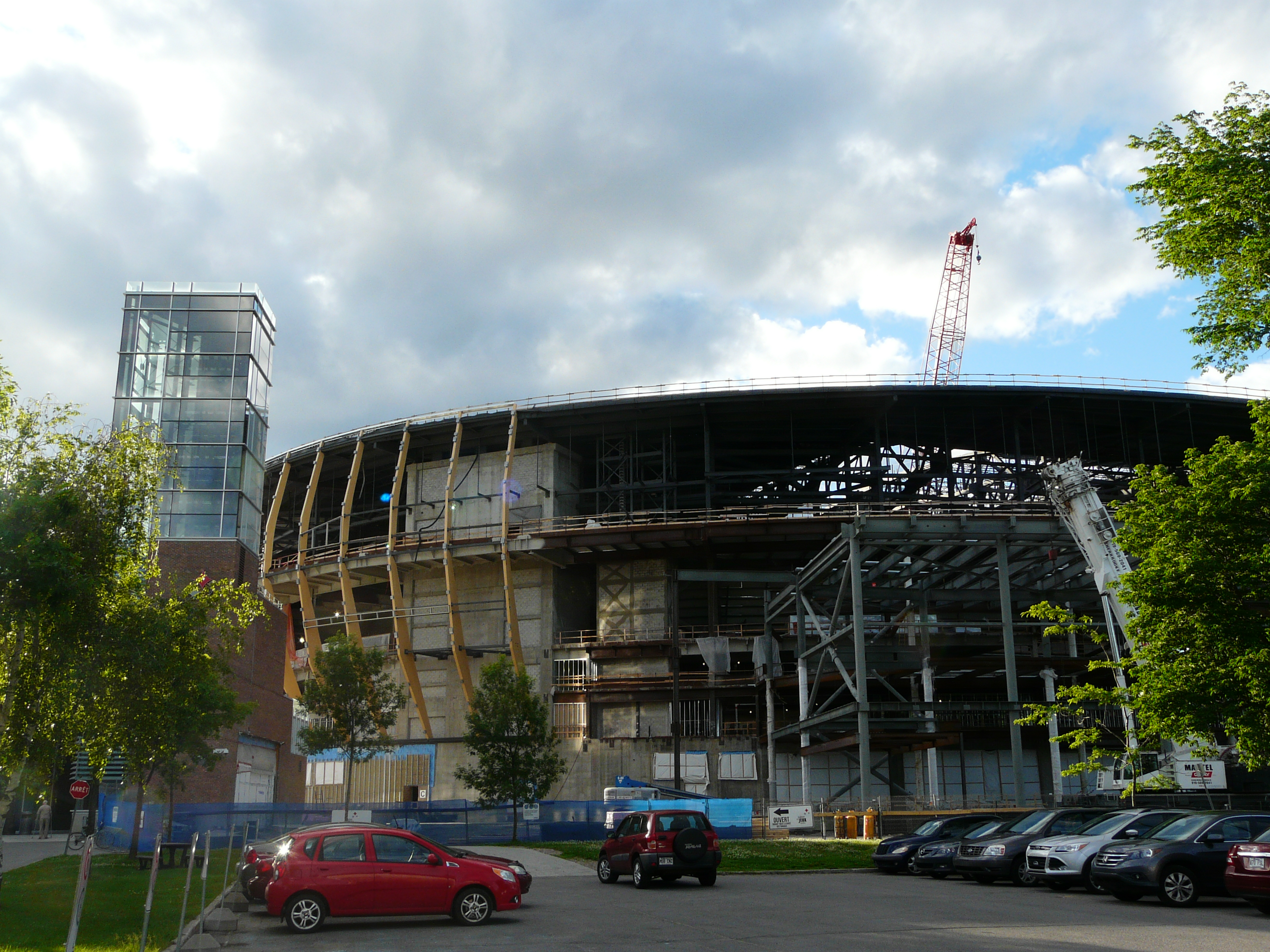
État des travaux en juin 2014.

Le 12 avril 2012, la Ville de Québec dévoile les premiers croquis de l'intérieur du nouvel amphithéâtre. L'architecture se veut similaire au PPG Paints Arena de Pittsburgh. Les coursives inférieures et supérieures seront ouvertes sur 360° donnant une meilleure vue sur l'ensemble de la patinoire, des sièges V.I.P. pour les spectateurs qui prennent place dans le banc des joueurs et deux loges de type « bunker » pour permettre aux amateurs de voir à travers une cloison vitrée les joueurs qui entrent et qui sortent de leurs vestiaires respectifs, une grande suite de luxe loft et une loge signature se trouveront au niveau du balcon supérieur, une section réservée aux spectateurs privilégiés occupera la partie nord des gradins de niveau inférieur (derrière les bancs de pénalité) incluant un resto-bar dans la coursive. Une annonce est également faite indiquant qu'un studio de télévision sera aussi construit dans l'ancien Ludoplex au coût de 30 millions de $ par Québecor, c'est le réseau TVA qui occupera les locaux. Durant l'été 2012, l'entreprise Pomerleau fut nommée gestionnaire de construction en signant un contrat de 8 millions de $. Sept vestiaires sont emménagés dans cette enceinte (six de moins que le Colisée de Québec), incluant ceux des Remparts et aussi de la future équipe de la Ligue nationale de hockey d'une superficie de 22 000 pi2 (2 044 m2).

##### Description de l'extérieur de l'amphithéâtre

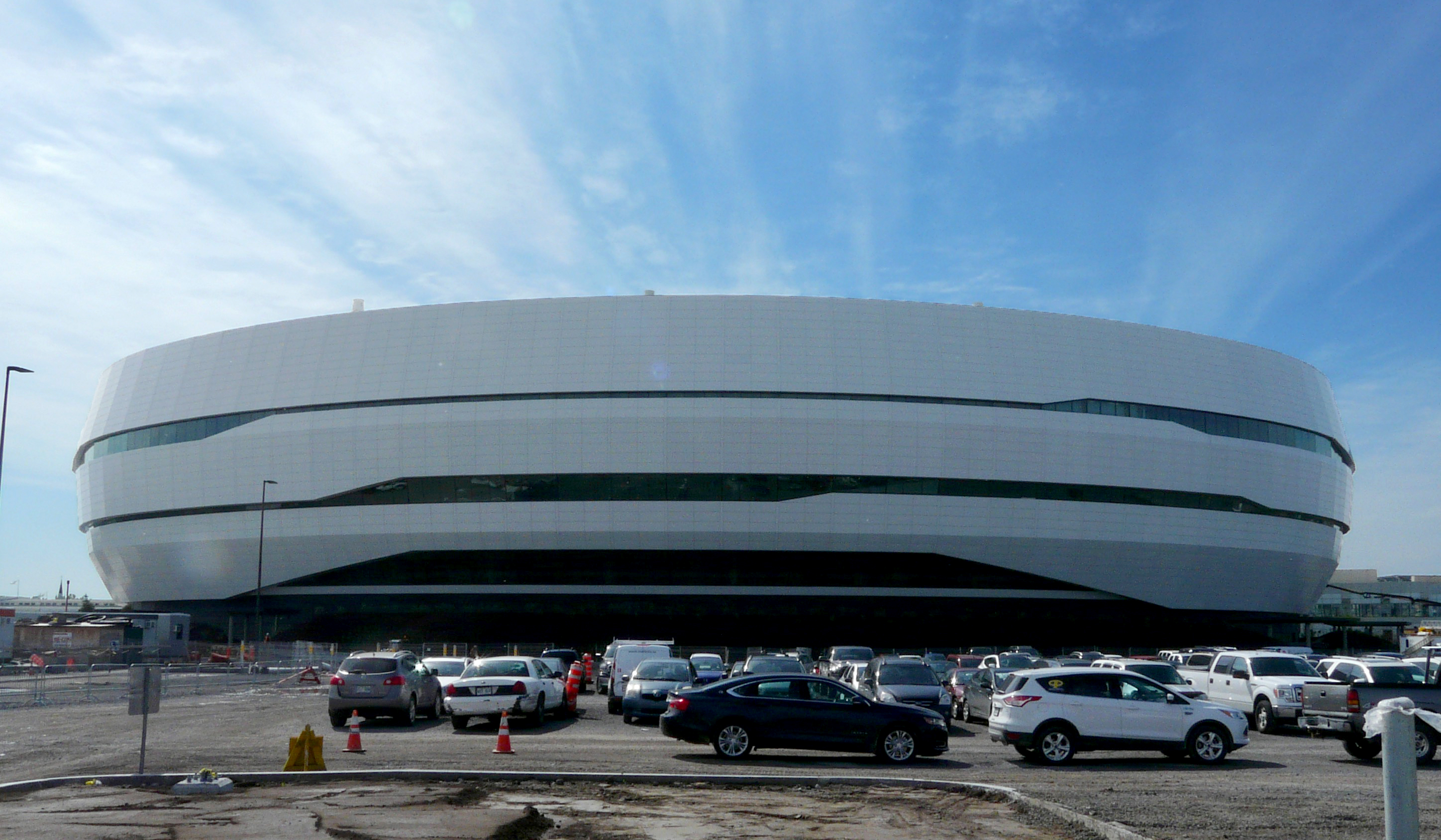
Façade nord du Centre Vidéotron

Le 11 octobre 2012, le concept global du complexe est divulgué. Le design extérieur voudra faire référence à une énorme congère par deux bandeaux irréguliers de fenêtres qui ceinturent autour du bâtiment principal, ressemblant au fameux musée Mercedes-Benz de Stuttgart en Allemagne. L'hiver québécois devient le principal thème du concept architectural. L'aréna aura trois sections divisées ; l'amphithéâtre de plus de 18 000 places, le grand hall d'entrée rectangulaire en verre pouvant accueillir 4 000 personnes et un complexe (ancien Ludoplex) qui abrita un restaurant, un grand studio de télévision (qui sera occupé par TVA Québec) et des bureaux administratifs.

##### Première pelletée de terre
Le 3 septembre 2012, la population de Québec est invitée à la première pelletée de terre officielle pour lancer la construction. 20 000 personnes se réunissent lors de cette cérémonie. La Ville de Québec, le groupe initiateur J'ai ma place, le mouvement Nordiques Nation, le président de Québecor Pierre Karl Péladeau, le chef du parti libéral du Québec Jean Charest et d'anciens joueurs des Nordiques (Michel Goulet, Peter Šťastný et Alain Côté) sont présents pour l'occasion.

#### Construction (2012-2015)
Les premiers travaux réels d'excavation débutent le 10 septembre 2012. L'Hippodrome de Québec est démoli en octobre et en novembre. La structure de l'aréna sera principalement réalisée en acier. La capacité maximale exacte de l'aréna est fixée à 18 482 sièges pour le hockey en plus de 80 loges corporatives. Pour les concerts et spectacles de grandes envergures, la capacité sera de 20 396 places, et pour des concerts de plein air, le vaste stationnement d'une superficie de 1 275 000 pi2 (118 451 m2) (capacité de 4 487 voitures) pourra accueillir entre 80 000 et 120 000 spectateurs.
Le 6 février 2013, la Ville choisit au coût de 46,6 millions de $ le Groupe ADF de Terrebonne pour ériger la structure d'acier. Le 21 octobre 2014, les plans de l'œuvre d'art qui embellira le hall d'entrée de l'amphithéâtre sont dévoilés. Il s'agira d'une vaste installation numérique de 372 mètres carrés conçue par l'artiste Jonathan Villeneuve.
Le 7 avril 2015, l'amphithéâtre est officiellement nommé « Centre Vidéotron ».
Le 5 juin 2015, la Ville de Québec indique qu'il y aura 223 sièges de moins; conséquences de considérations opérationnelles et d'une augmentation de sièges plus larges dans les 8 premières rangées au lieu des 6 premières rangées tel que prévu à l'origine des plans. Des espaces pour les caméras de télévision et les places réservées aux personnes à mobilité réduite sont aussi en lien avec cette diminution. Le nombre total de sièges se chiffre à 18 259 à 3 mois de l'inauguration
Le 7 juillet 2015, Régis Labeaume annonce que la place publique située devant l'amphithéâtre sera nommée en l'honneur du hockeyeur Jean Béliveau Elle devrait être inaugurée en 2016.
Le 15 juillet 2015, la Ville de Québec remet les clés de l'amphithéâtre à son gestionnaire. S'ensuivra une période de rodage jusqu'à l'ouverture officielle le 12 septembre 2015.

#### Cas controversés (2011-2013)

##### Contestation et loi 204
Depuis que la Ville de Québec a retenu Québecor Média comme principal gestionnaire du futur amphithéâtre, l'ancien directeur général de la Ville, Denis de Belleval, et son partenaire, l'homme d'affaires Alain Miville de Chêne, contestent la légalité de l'entente entre la Ville et Québecor Média, affirmant qu'elle allait à l'encontre de la Loi sur les cités et villes. Cette affaire a été fortement médiatisée en 2011. Pour protéger l'entente, un projet de loi privé (Loi concernant le projet d'amphithéâtre multifonctionnel de la Ville de Québec, aussi connue sous le nom de Loi 204) est déposé en mai 2011 par la députée de Taschereau, Agnès Maltais. Cette loi stipule que « Malgré toute disposition inconciliable, la Ville de Québec peut conclure tout contrat découlant de la proposition faite par Québecor Media Inc. (...) » et que « La mise en concurrence effectuée en vue d’obtenir la proposition visée au premier alinéa et l’octroi de tout contrat conclu en vertu de cet alinéa sont réputés ne pas contrevenir aux articles 573 à 573.4 de la Loi sur les cités et villes (...) ».
Le projet de loi provoque le début d'une crise au sein du Parti québécois avec le départ de trois députés le 6 juin 2011, ces derniers blâmant la direction du parti de n'avoir aucunement averti le caucus du parti du parrainage du projet par la députée Agnès Maltais alors que ce caucus était divisé sur le sujet,.
Après son étude en commission parlementaire en juin, la loi est adoptée le 21 septembre 2011 par 98 voix contre 14 à l'Assemblée nationale du Québec. Les opposants de Belleval et Miville de Chêne contestent la constitutionnalité de la loi devant les tribunaux mais sont déboutés en Cour supérieure du Québec le 14 juin 2012, et abandonnent définitivement leur contestation quelques jours plus tard.

##### Grève de la construction
Le 17 juin 2013, un conflit de travail entre le syndicat des travailleurs et la partie patronale a paralysé le chantier de l'amphithéâtre deux semaines et fait perdre 2 millions de $ (200 000 $ par jour - du lundi au vendredi). Le gouvernement du Québec prévient dans un premier temps les parties impliquées de trouver un terrain d'entente avant la date fixe du 2 juillet 2013 faute de quoi une loi spéciale sera adoptée pour forcer les ouvriers à retourner au travail. Le 2 juillet, malgré la présence d'un médiateur nommé par la première ministre Pauline Marois, les négociations entre syndicaux et employeurs sont rompues et l'Assemblée nationale du Québec adopte à l'unanimité la loi spéciale. Tous les ouvriers acceptent de retourner à l'ouvrage.

### Depuis le 12 septembre 2015
Le Centre Vidéotron offre des événements culturels et sportifs depuis son ouverture.

#### Absence d'une équipe de la Ligue nationale de hockey
Une équipe de la Ligue nationale de hockey était espéré avec la construction du nouvel édifice. Aucune équipe de la LNH a sa résidence permanente dans cet amphithéâtre. En 2023, le locataire du Centre Vidéotron, QMI Spectacles, a demandé à la Ville de Québec de faire des changements à la convention qui les lie afin de permettre l’exploitation d’un restaurant, à la lecture d’un document émanant du comité exécutif de la Municipalité. La Ville a signé une entente pour accepter la conversion en restaurant de l’espace réservé à une future boutique de souvenirs reliés à une équipe de la LNH qui aurait évolué dans le Centre Vidéotron. Le 25 avril 2023, il est mentionné qu'il s'agit d'un restaurant de la chaîne Blaxton qui opérera dès 2024 au Centre Vidéotron.

## Informations sur l'édifice

### Écrans d'affichage
Le 8 octobre 2015, La ville de Québec décide d'ajouter des écrans d'affichage supplémentaires dans le Centre Vidéotron - deux bandes lumineuses au-dessus des suites de luxe au niveau du balcon supérieur. Le coût des travaux sont évalués à 458 500 $ afin que le nouvel amphithéâtre puisse satisfaire les amateurs de hockey.

### Disposition des sièges et visite interactive du Centre Vidéotron
Le 27 mars 2015, les Remparts de Québec diffuse un plan des sièges de l'Amphithéâtre de Québec[pertinence contestée]. Cette image est diffusée pour la promotion de la vente des billets de saison pour la saison 2015-2016 de cette équipe. Le 5 septembre, Québécor met en ligne via le site web du Journal de Québec, une Visite 360 degrés du Centre Vidétoron[pertinence contestée].

### Galerie de la presse et Salle des médias
Depuis le 5 décembre 2015, la Galerie de la presse porte le nom de Galerie de la presse Albert Ladouceur et la salle des médias porte le nom de Salle des médias Marc Simoneau.

### Reconnaissances
L'amphithéâtre figure dans le top 5 mondial des infrastructures sportives par la revue britannique Stadia, spécialisée sur la conception, des activités et la technologie liées aux sites sportifs.
Le 9 décembre 2015, le Centre Vidéotron remporte trois prix lors des Mérites d'architecture de la Ville de Québec et du Ministère de la Culture et des Communications du Québec. Le Centre Vidéotron remporte le prix du public 2015 voté par les citoyens de la Ville de Québec, le prix dans la catégorie Accessibilité universelle ainsi que le prix dans la catégorie Bâtiments municipaux.

## Environs du Centre Vidéotron et œuvres d'art extérieures

### Place Jean-Béliveau
Le 16 septembre 2017 est inaugurée la place Jean-Béliveau en l'honneur du joueur de hockey des Canadiens de Montréal, des Citadelles de Québec et des As de Québec devant le Centre Vidéotron. Une œuvre d'art, La Rencontre illustrant deux cerfs face à face est maintenant présente devant l'amphithéâtre.
Le 21 novembre 2018, une statue en aluminium de forme anamorphique du célèbre joueur Jean Béliveau (qui est représenté pour les As de Québec) est inaugurée devant l'amphithéâtre. Le nom de l'œuvre est intitulé « Briser la glace », et mesure huit mètres de haut.
Le 6 décembre 2018, la ville de Québec a dévoilé le concept de la prochaine œuvre pour la place Jean-Béliveau : c'est le trio des frères Stastny (Peter, Anton, Marián ) qui représente les Nordiques de Québec de la Ligue nationale de hockey. Le nom de cette œuvre est Toucher la cible, elle représente des joueurs d'un jeu de hockey sur table sur une rondelle. L’œuvre a été dévoilée le 08 août 2019 en présence des frères Stastny, de Paul Stastny, du maire de Québec, Régis Labeaume entre autres.
En 2019 a été mentionné qu'une œuvre rendant hommage à Joe Malone et à l'équipe de hockey de Québec (Bulldogs de Québec) ayant remporté la Coupe Stanley dans la LNH au XXe siècle sera inaugurée en juin 2020.

## Évènements, productions, spectacles

### Évènements d'ouverture (septembre 2015)

#### Visites et festivités d'ouverture
Pour permettre à la population de découvrir le nouvel amphithéâtre, la Ville de Québec a offert des visites guidées du Centre Vidéotron du 3 au 7 septembre 2015. Des festivités entourent le premier événement du Centre Vidéotron lors de la partie des Remparts du 12 septembre 2015. Ces festivités comprennent la cérémonie protocolaire d'avant la partie ainsi que des feux d'artifice pour conclure cet évènement.

#### Inauguration
Le Centre Vidéotron a été inauguré officiellement le 8 septembre 2015 en présence du Premier Ministre du Québec, Philippe Couillard; du Maire de Québec, Régis Labeaume; du président et chef de la direction de Québécor, Pierre Dion; ainsi que des députés provinciaux, Sébastien Proulx, Sam Hamad, Raymond Bernier et André Drolet.

#### Premier spectacle
Le premier spectacle à se dérouler dans le nouvel amphithéâtre devait être offert le 11 septembre 2015 par une pléiade d'artistes québécois dans le cadre d'un Party Québécois. Le spectacle a été annulé par Québécor, gestionnaire de l'amphithéâtre le 17 juillet 2015. Metallica ont été les premiers à se produire en spectacle le 16 septembre 2015, deux jours après avoir offert le dernier spectacle à se dérouler dans le Colisée Pepsi pour sa fermeture.

#### Hockey sur glace

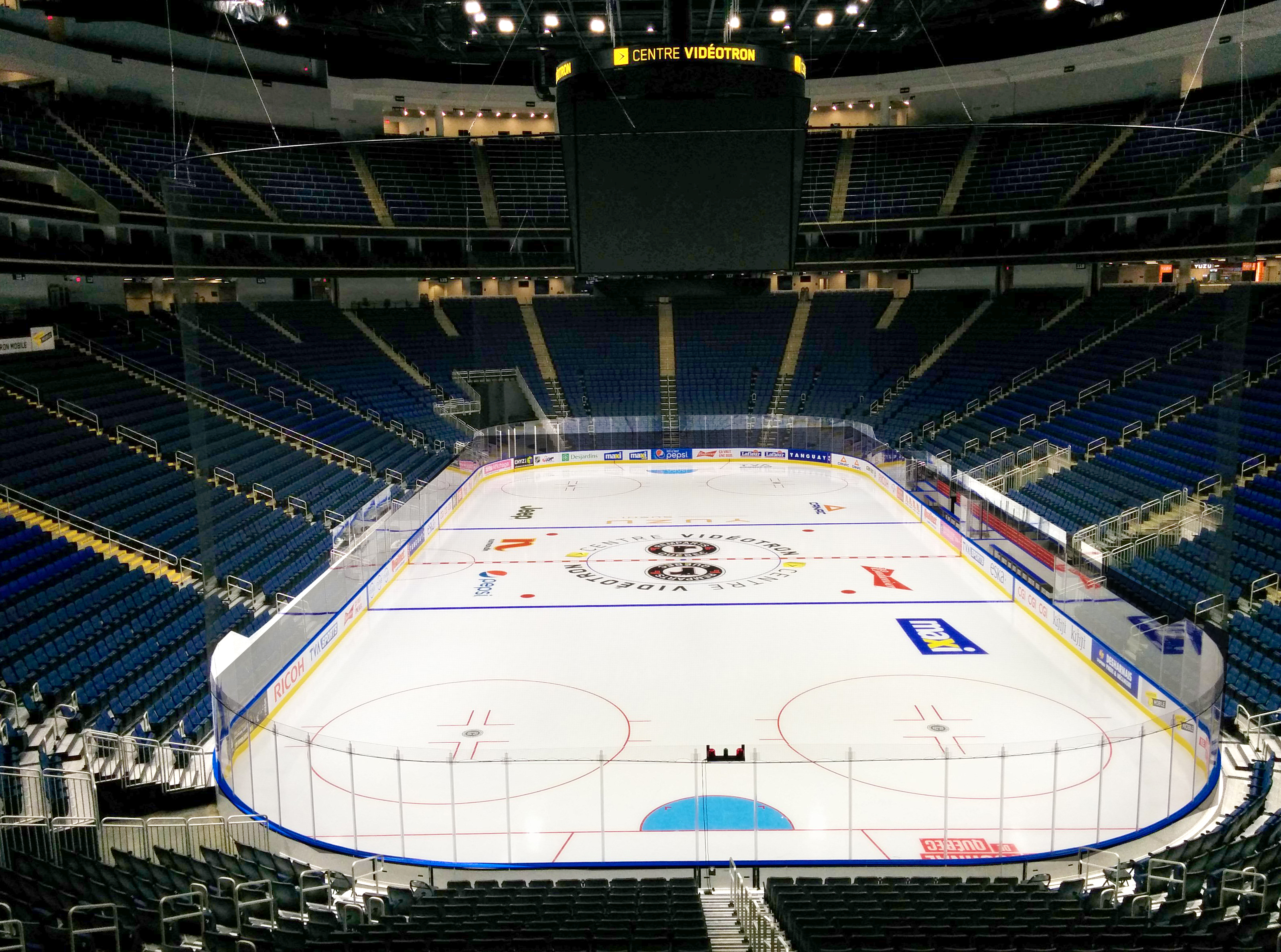
Intérieur du Centre Vidéotron en 2015.

L'inauguration de la glace du Centre Vidéotron a été effectuée non pas par les Remparts de Québec mais par des jeunes joueurs du niveau pee-wee le 19 juillet 2015. Des jeunes hockeyeurs des Bulldogs de Québec ont été les premiers  a patiner sur la glace. L'événement a été organisé par le gestionnaire de l'amphithéâtre, Québecor, en collaboration avec les organisateurs du Tournoi international de hockey pee-wee de Québec.
Les Remparts de Québec perdent 4-2 leur match d'ouverture de la saison 2015-2016, le 12 septembre 2015, contre l'Océanic de Rimouski devant une salle comble de 18 289 spectateurs, brisant ainsi un record d'assistance pour un match de la LHJMQ. C'est le défenseur des Remparts, Ross MacDougall, qui inscrit le tout premier but de l'histoire de l'édifice. Avant la présentation de ce premier match de hockey, une cérémonie de passation des bannières entre le Colisée Pepsi et le nouvel amphithéâtre a eu lieu pour rendre hommage aux équipes et aux joueurs ayant évolué à Québec.
Les Canadiens de Montréal ont disputé un match hors-concours le 28 septembre 2015 et remportent 4-1 contre les Penguins de Pittsburgh, il s'agit du premier match de la Ligue nationale de hockey à être disputé dans le nouvel aréna. Entre 2015 et 2018, le Canadien a disputé , à chaque année, un match préparatoire à Québec.

### Politique
Un rassemblement des partisans du Parti conservateur du Québec  se tient le vendredi 16 septembre 2022 dans le hall d'entrée et aux alentours du Centre Vidéotron. Une estimation de 2 000–3 000 personnes se sont présentés dans le cadre de se rassemblement organisé durant la campagne électorale des Élections générales québécoises de 2022. Le rassemblement a lieu au lendemain du premier débat télévisé des chefs des principaux partis se présentant à l'élection.

### Carnaval de Québec
Dans le cadre des changements effectués pour moderniser et augmenter la participation populaire au Carnaval de Québec, le couronnement de la reine de la 62e édition en 2016 a eu lieu à la Place Jean-Béliveau devant le Centre Vidéotron le 28 janvier 2016. Un spectacle nommé Symphonie hivernale mettant en vedette Louis-Jean Cormier ainsi que l'Orchestre symphonique de Québec se déroula après le couronnement à l'intérieur de l'édifice.

### Spectacles - Premières mondiales et nord-américaines

#### 2017-2019
- Arcade Fire a présenté le premier spectacle de sa tournée mondiale Infinite Content le 5 septembre 2017[164].
- Paul McCartney a présenté le premier spectacle de sa tournée mondiale Freshen up, le 17 septembre 2018 au Centre Vidéotron[165].
- Céline Dion a présenté le premier spectacle de sa tournée mondiale Courage, le 18 septembre 2019 au Centre Vidéotron[166]. À ce jour, elle est l’artiste s’étant produit le plus de fois à l’amphithéâtre avec 8 spectacles, soit 5 représentations en 2016 dans le cadre de sa tournée estivale au Québec[167] et 3 représentations en 2019 pour la tournée mondiale Courage[168].

#### 2024-
- Billie Eilish a présenté le premier spectacle de sa tournée mondiale Hit me hard and soft : the tour le  29 septembre 2024 au Centre Vidéotron[142]. Il s'agit du spectacle ayant accueilli la plus grosse foule du Centre Vidéotron[143].
- Meshuggah présentera le premier spectacle de sa nouvelle tournée nord-américaine le 28 mars 2025 au Centre Vidéotron[169].

## Sports

### Hockey

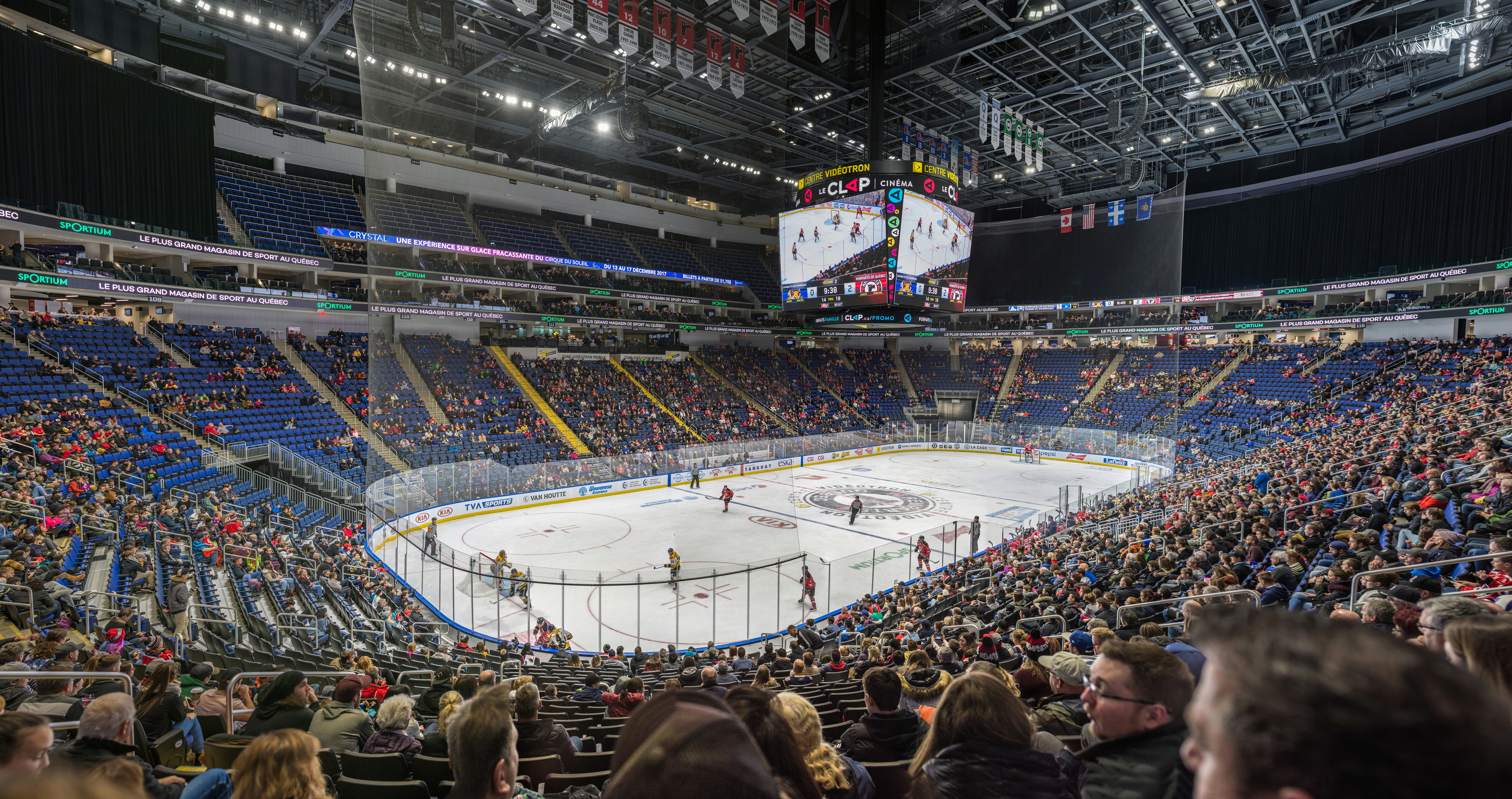
Les remparts de Québec contre Les Cataractes en 2017

#### LHJMQ
- Le Centre Vidéotron accueill, le 7 juin 2019 le repêchage de la Ligue de hockey junior majeur du Québec[170].
- L'aréna a accueilli, le 30 avril 2023, la foule la plus nombreuse dans le cadre d'une partie des séries éliminatoires de la Ligue de hockey junior majeur du Québec entre les Remparts de Québec et les Olympiques de Gatineau. avec 17 911 spectateurs battant le record de 17 860 spectateurs présents au Forum de Montréal en 1983[171]. Ce record est à nouveau battu le 12 mai 2023, avec 18 259 spectateurs présents lors du match opposant les Remparts de Québec aux Mooseheads d'Halifax[172].
- L'édifice accueille les 6 et 7 juin 2025 le repêchage de la Ligue de hockey junior Maritimes Québec 2025[173].

#### LNH
- Les Canadiens de Montréal ont disputé un match hors-concours le 28 septembre 2015 et remportent 4-1 contre les Penguins de Pittsburgh[38]. Entre 2015 et 2018, le Canadien a disputé , à chaque année, un match préparatoire à Québec.
- Les Kings de Los Angeles jouent deux matchs préparatoire en octobre 2024 contre les Bruins de Boston, le 3 octobre et le 5 octobre contre les Panthers de la Floride. Ces matchs ont défrayer la manchette par la subvention offerte par le Gouvernement du Québec du Québec pour la venue de ces équipes au Centre Vidéotron[174].

#### LPHF
- Le Centre Vidéotron accueillera son premier match professionnel en saison régulière, de son histoire le 19 janvier 2025. Il s'agira d'un match de la Victoire de Montréal, de la Ligue professionnelle de hockey féminin, contre le Charge d'Ottawa[175].

#### Championnats, coupes et trophées remportés au Centre Vidéotron
| Date         | Résultat | Équipe gagnante         | Équipe Perdante     | Trophée            | Ligue |
| ------------ | -------- | ----------------------- | ------------------- | ------------------ | ----- |
| 05 juin 2021 | 3-2      | Tigres de Victoriaville | Foreurs de Val-d'Or | Coupe du président | LHJMQ |

### Bannières
26 bannières ont été abaissées des hauteurs du Colisée Pepsi durant l'été 2015 et hissées dans les hauteurs du Centre Vidéotron le 12 septembre 2015. Depuis ce temps d'autres bannières ont été ajoutées.

#### Trophées et coupes

##### As de Québec
- Trophée Edinburgh (hockey semi-professionnel) 1956-1957
- Coupe Alexander (hockey senior canadien) 1951-1952
- Coupe Allan (hockey senior canadien) 1943-1944

##### Québec Athletic Club (Bulldogs de Québec)
- Coupes Stanley - (les deux titres sont réunis sur une seule bannière)
  - 1912-1913
  - 1911-1912

##### Nordiques de Québec
- Trophée mondial Avco 1976-1977 (Champions des séries éliminatoires de l'AMH)

##### Remparts de Québec
- Coupe Memorial (champions séries ligue canadienne de hockey (junior)) 
  - 2022-2023
  - 2005-2006
  - 1970-1971
- Coupe du président (LHJMQ) (champion des séries éliminatoires LHJMQ)
  - 2022-2023
  - 1975-1976
  - 1973-1974
  - 1972-1973
  - 1970-1971
  - 1969-1970

#### Numéros retirés

##### As de Québec
- 9 - Jean Béliveau - 1951-1953

##### Nordiques de Québec
- 3 - Jean-Claude Tremblay - 1972-1979
- 8 - Marc Tardif - 1974-1983
- 16 - Michel Goulet - 1979-1990
- 26 - Peter Šťastný - 1980-1990

##### Québec Athletic Club (Bulldogs de Québec)
- 4 - Joe Malone - 1911-1917 et 1917-1920

##### Remparts de Québec
- Remparts de Québec (1969-1985)
  - 4 - Guy Lafleur - 1968-1971
  - 7 - Guy Chouinard - 1971-1974
  - 10 - Réal Cloutier - 1972-1974
  - 12 - André Savard - 1969-1973
- Remparts de Québec (depuis 1997)
  - 12 - Simon Gagné - 1997-1999
  - 22 - Aleksandr Radoulov - 2004-2006
  - 44 - Marc-Édouard Vlasic - 2003-2006

##### Ligue de hockey junior Maritimes Québec - LHJMQ
- 4 - Guy Lafleur
- 87 - Sidney Crosby

#### Bannières hommages
- Maurice Fillion - Remparts de Québec (1969-1985) - Entraîneur - 1969 à 1972 - Nordiques de Québec - Entraîneur et Directeur-Gérant - 1972 à 1992[176]
- Marius Fortier - Remparts de Québec (1969-1985), Nordiques de Québec, Océanic de Rimouski, Drakkar de Baie-Comeau - Bâtisseur
- Patrick Roy - Remparts de Québec - Propriétaire, Directeur-Gérant et Entraîneur - 2003 à 2013, 2018 à 2023
- Tournoi international de hockey Pee-Wee de Québec  - 61 ans 1960-2020